# Iñaki Gabilondo
Pour les articles homonymes, voir Gabilondo (homonymie).
 (janvier 2015).
Si vous disposez d'ouvrages ou d'articles de référence ou si vous connaissez des sites web de qualité traitant du thème abordé ici, merci de compléter l'article en donnant les références utiles à sa vérifiabilité et en les liant à la section « Notes et références ».
Jose Ignacio Gabilondo Pujol, plus connu sous le nom d'Iñaki Gabilondo, est un journaliste espagnol, né le 19 octobre 1942 à Saint-Sébastien.
Il est le frère aîné du philosophe, universitaire et homme politique Ángel Gabilondo.

## Biographie

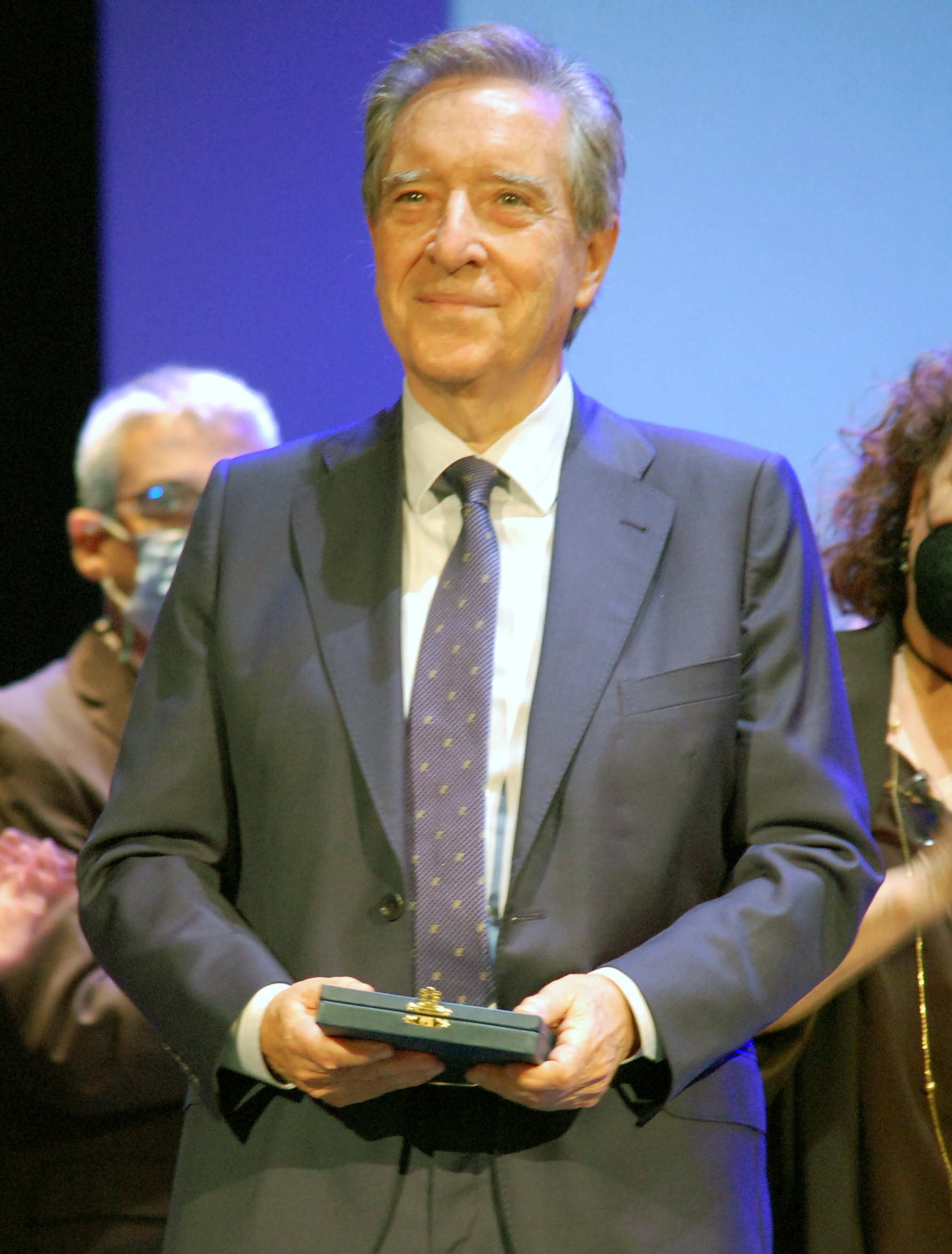
Iñaki Gabilondo (2021).

Durant son enfance, il étudie avec les Hermanos del Sagrado Corazón de Saint-Sébastien. Ensuite, il étudie le journalisme à l’université de Navarre. En 1963, alors âgé de 21 ans, il commence sa carrière dans le monde de la radio, à Radio Popular à Saint-Sébastien. Il devient directeur de cette radio quand il a 27 ans. Deux ans plus tard, le journaliste change son lieu de travail pour aller à Séville, où il commence à mener les services d’information.
En 1980, Gabilondo commence à travailler comme directeur de services d’information de station de radio Cadena SER et comme directeur du programme Hora 25. Après cette étape dans le monde de la radio, il change de direction pour travailler comme directeur de services d’information de TVE, mais, après une étape politique très convulsive en Espagne et pour avoir différents points de vue avec les responsables de la télévision publique, Gabilondo abandonne le monde de la télé pour retourner à la radio.
En 1986, le journaliste commence la direction du programme Hoy por hoy, avec lequel il obtient la plus haute audience dans toute l’histoire de la radio espagnole. Sous sa direction, Hoy por Hoy devient un programme de référence à la radio espagnole ; depuis 1995, ce programme est le plus écouté de la radio en Espagne selon l’Estudio General de Medios.
Durant sa carrière comme journaliste, Gabilondo réalise des interviews de nombreuses célébrités : écrivains, acteurs, réalisateurs de cinéma, chanteurs, protagonistes de l’actualité, et tous les présidents du gouvernement espagnol.
En 2005, Gabilondo quitte la direction du programme Hoy por Hoy pour présenter à la télévision les informations Noticias Cuatro, sur Cuatro, une chaîne nouvellement créée.
Pendant toute sa carrière, il obtient les prix les plus importants dans le monde du journalisme en Espagne.

## Publications
- (es) Testigo de la historia (2005) – une sélection de ses interviews les plus intéressantes
- (es) Verdades como puños (2009) – une revue de l’actualité politique de l’instant